# Дракула (англоязычный фильм, 1931)
«Дракула» (англ. Dracula, 1931) — классический фильм ужасов Тода Браунинга, экранизация одноимённой пьесы 1924 года, которая, в свою очередь, была отдалённо основана на одноимённом романе Брэма Стокера. Образ графа Дракулы, воплощённый Белой Лугоши в этом фильме, стал каноническим.

## Сюжет
Агент по недвижимости Ренфилд (Дуайт Фрай) приезжает в Трансильванию, чтобы подписать с графом Дракулой договор о покупке им старого аббатства Карфакс в Лондоне. Местные жители предупреждают Ренфилда, что замок Дракулы — логово нечисти, но тот игнорирует предупреждения и отправляется в замок. 
На перевале Борго его подбирает карета с молчаливым кучером. Выглянув по дороге из кареты, Ренфилд видит, что кучер исчез, а над упряжкой машет крыльями летучая мышь.
Приехав в замок, Ренфилд встречает там графа Дракулу (Бела Лугоши) — аристократичного затворника с немного странными, но вполне сносными манерами. Они подписывают договор. Ренфилд выпивает предложенное ему вино и засыпает. К нему приближаются три женщины-вампира, но появляется Дракула и жестом отгоняет их.
На борту идущего в Лондон судна «Веста» успевший сойти с ума Ренфилд охраняет Дракулу, который ночами выбирается из гроба и одного за другим убивает моряков. К моменту прибытия «Весты» в Лондон из живых на борту остаётся только сам Ренфилд. Поскольку он явно безумен, его помещают в психиатрическую клинику.
Ночной Лондон. Дракула прогуливается по улицам, выбирая жертву. Затем он отправляется в театр, где знакомится в ложе с Джоном Харкером (Дэвид Мэннерс), его невестой Миной (Хелен Чэндлер) и её подругой Люси (Фрэнсис Дэйд). Девушки очарованы графом, вечером они обсуждают его. Когда Люси ложится спать, в окно влетает летучая мышь и превращается в Дракулу.
В анатомическом театре доктор Абрахам Ван Хельсинг (Эдвард ван Слоун) обследует труп Люси и обнаруживает на её шее следы укуса, которые он видел уже у предыдущих жертв. Он приходит к выводу, что убийства — дело рук Носферату — «не-мёртвого».
Ренфилд в клинике пытается поедать мух и пауков. Ван Хелсинг беседует с ним, выспрашивая о его снах. Вернувшись в камеру, Ренфилд ночью через окно умоляет Дракулу не трогать Мину, но у Дракулы иные намерения.
Утром Мина рассказывает Харкеру о страшных снах, после которых она чувствует себя обессиленной. Приходит Ван Хелсинг и начинает расспрашивать Мину о том, что именно ей снится, а затем осматривает её и находит следы укуса.
В это время появляется Дракула. Ван Хелсинг и Дракула знакомятся друг с другом. Пока Дракула беседует с Миной, профессор замечает, что граф не отражается в зеркале. Он показывает Дракуле маленькое зеркальце; тот реагирует очень остро и уходит.
Пока мужчины обсуждают случившееся, Мина, попавшая под власть вампира, выходит из дома в сад, где её ждет Дракула. В это время в доме появляется сбежавший из клиники Ренфилд и умоляет Ван Хелсинга и Харкера увезти Мину. Летучая мышь в окне пугает его, и он замолкает. В это время горничная, обнаружившая исчезновение Мины, поднимает тревогу. Харкер находит девушку в саду — она без сознания.
Санитары в клинике читают в газете статью о странной Белой Женщине, которая по ночам нападает на детей. Мина тоже видела Белую Женщину, и она сказала Ван Хелсингу, что узнала в ней Люси. Ван Хелсинг обещает, что поможет душе Люси упокоиться, и советует Харкеру серьёзно обеспокоиться безопасностью Мины. Он говорит также, что единственный способ уничтожить вампира — вбить ему в сердце деревянный кол. Снова появляется Ренфилд, который рассказывает о том, как невероятно силён его «хозяин». Когда Ренфилда уводят, и Ван Хелсинг остаётся в комнате один, входит Дракула, который говорит, что его кровь уже течёт в жилах Мины, и что девушка принадлежит ему. В ответ Ван Хелсинг сообщает Дракуле, что намерен его уничтожить. Граф пытается подавить волю Ван Хелсинга, но тот защищается крестом.
С наступлением ночи Мина чувствует себя лучше и просит Харкера отпустить её погулять. Она уже почти вампир и едва сдерживает желание укусить Джона; крест Ван Хелсинга и на неё действует как оружие. Она признаётся, что Дракула заставил её выпить кровь из его вены.
Следующей ночью Дракула вновь появляется под окном Мины; он гипнотизирует сиделку, заставляет её открыть окно и уводит Мину в аббатство Карфакс, где их уже ждёт Ренфилд. Харкер и Ван Хелсинг также пробираются в аббатство и становятся свидетелями того, как Дракула убивает Ренфилда. Начинается рассвет, и Дракула с Миной прячутся в подземелье. Ван Хелсинг и Харкер находят гроб Дракулы и убивают вампира, сделав кол из доски ящика и вбив его в сердце вампира. После гибели Дракулы Мина обретает свободу и снова становится человеком.

## В ролях
- Бела Лугоши — граф Дракула
- Эдвард Ван Слоун — доктор Абрахам Ван Хельсинг
- Хелен Чэндлер — Мина
- Дэвид Мэннерс — Джонатан Харкер
- Дуайт Фрай — Ренфилд
- Герберт Банстон — доктор Джон Сьюард
- Фрэнсис Дэйд — Люси

## Создание
После успеха фильма «Кабинет восковых фигур» в марте 1926 года немецкий режиссер Пауль Лени уехал в Голливуд, где снял ещё четыре успешных фильма ужасов. Именно ему изначально предложили кресло режиссера в первом звуковом фильме «Дракула». Значительный коммерческий успех бродвейской постановки пьесы «Дракула» по роману Брэма Стокера, привлёк к ней внимание киностудии Universal Pictures, которая к 1930 году сумела собрать пакет авторских прав, необходимых для осуществления экранизации и начала работать над фильмом. Главная роль была закреплена за Лоном Чейни. История съемок была сложной и драматической: Пауль Лени скончался 2 сентября 1929 года в Голливуде во время подготовки к работе над своим первым звуковым фильмом. Идея снять фильм по «Дракуле» Брэма Стокера была предложена Лоном Чейни, который готов был сам занять режиссерское кресло, но через год произошла новая трагедия: 26 августа 1930 года знаменитый актер умер от рака гортани ещё до начала съёмок и проект едва не был закрыт. Когда было решено продолжить работу над фильмом, студия пригласила Тода Браунинга. После этого роль Дракулы предлагалась разным актёрам (в числе прочих Артуру Эдмонду Кэрью, Лесли Бэнксу, Полу Муни, Конраду Фейдту), в итоге продюсеры  закрепили главную роль за Белой Лугоши, который уже играл роль Дракулы в театральной постановке на Бродвее. Оператором фильма был назначен Карл Фройнд, который до этого работал с камерой на съёмках «Метрополиса» и многих других крупных картинах. Позже он поставил несколько фильмов как режиссёр — в том числе «Мумию», которая по многим сюжетным моментам и некоторыми мизансценами очень напоминает «Дракулу». Существует мнение, что именно Фройнд был настоящим постановщиком «Дракулы», а обычно дотошный Тод Браунинг присутствовал на съёмочной площадке гораздо реже, чем полагалось режиссёру. Работа Фройнда над «Дракулой» велась в основном неорганизованно: из-за хаотичного производства он ни разу не посмотрел фильм за оставшиеся 67 лет своей жизни
Параллельно со съёмками англоязычного фильма в тех же декорациях и в то же время другая команда снимала по тому же сценарию фильм на испанском языке — он известен как «Испанский Дракула». Оригинальный фильм снимался днём, а его испаноязычная версия ночью. Главные роли исполнили Люпина Товар и Карлос Виллариас. Обе версии имеют очень мало общего с первоисточником и перекликаются с романом схематически. Из-за сокращения расходов компании, связанного с Великой Депрессией, бюджет фильма был существенно сокращен, и в качестве основы сценария стал не оригинальный роман Стокера, (выкупить права на который просто не хватило бы денег), а написанная по его мотивам пьеса Гамильтона Дина, получившего от Флоренс Стокер разрешение на адаптацию. Но и эта пьеса в свою очередь была отредактирована для американской сцены Джоном Бальдерстоном.
Понимая, что участие в этом фильме открывает перед ним широчайшие перспективы, Бела Лугоши подошёл к работе очень ответственно, сутками работал над образом и, в итоге, сыграл Дракулу блистательно не только в части пластики, которая была отработана в театре, но и на крупных планах. Он практически отказался от грима и создал классический образ вампира-аристократа, которого светскость не делает менее чудовищным. Рассказывают, что Бела Лугоши играл роль, не зная английского языка и выучивая реплики на слух. Однако эта история правдива лишь частично: актер действительно очень долго не желал учить английский язык и текст для своих театральных ролей зазубривал на слух, но ко времени же начала работы над фильмом он уже вполне мог общаться на английском языке. Примечательно что за весь фильм зрителю ни разу не показывают вампирских клыков Дракулы, ни одного сделанного им укуса и даже в сценах, где граф поднимается из гроба, камера никогда не показывает его самого в этот момент — только уже стоящим возле гроба во весь рост.
Исполнитель роли Харкера Дэвид Мэннерс многократно утверждал в письмах, отвечая поклонникам фильма, что ни разу не видел его в готовом варианте, и не имеет ни малейшего желания его смотреть. Учитывая, как мало осталось в сценарии фильма от оригинальной роли Харкера из книги (его поездка в Трансильванию передана Ренфилду), негодование актера можно понять.

 В письме Карлу Леммле-младшему от 7 апреля 1931 г. Джой пишет о цензуре фильма как в США, так и за рубежом. Он поставил Леммле в известность, что официальные цензоры в Сингапуре, Британской Малайе и Британской Колумбии потребовали большого количества купюр. Предполагалось сократить монолог Ренфилда о крысах, пауках и мухах, убрать детский плач на кладбище, а также сцену, где вслух читают заметку о том, что жертвой вампира стал ребёнок. Цензоры обеих стран потребовали также, чтобы из фильма убрали женщин-вампиров. В США протесты ограничились требованием комиссии по цензуре штата Массачусетс удалить две короткие сцены, «чтобы разрешить показ по воскресеньям»: в одной демонстрировалась часть скелета, торчащего из гроба, а в другой — насекомое, вылетающее из крошечного гроба.  По-видимому, продюсер особенно осторожно обошёлся с тем, что зрители приняли бы за сексуальность графа Дракулы. В одном из примечаний Леммле к окончательной версии сценария сказано: «Дракула должен нападать только на женщин, а не на мужчин!» Обращая особое внимание на гомоэротическую сторону содержания сценария, Леммле вообще уменьшил эротическую составляющую. В пьесе Болдерстона и Дина были четкие указания на то, что Дракула сначала страстно целовал женщин в губы, а уже потом кусал их в шею, однако в фильме он целовал их только в руку.— Дон Б. Соува
После пробных показов студия потребовала сократить фильм и сделать его более динамичным. В итоге из окончательного монтажа были удалены некоторые важные сцены — в том числе сцена в склепе, когда Ван Хелсинг и Харкер убивают ставшую вампиршей Люси. В испанской версии фильма аналогичная сцена осталась.
Музыка использована в фильме только на вступительных и заключительных титрах, а также в эпизоде, действие которого происходит в театре. Во всех трёх случаях это старая классика — Чайковский, Шуберт, Вагнер.
Фильм вышел в прокат 14 февраля 1931 года (в день святого Валентина) и позиционировался как «история самой невероятной любви из известных миру». Поскольку аппаратура для воспроизведения звуковых фильмов ещё не успела полностью сменить «немые» кинопроекторы, крупные фильмы в те времена часто снимались в звуковом и немом вариантах. Известны копии «Дракулы», смонтированные с титрами и без звука.

## Наследие
Значительный коммерческий успех фильма позволил выпустить несколько тематических продолжений — «Дочь Дракулы» (1936) и «Сын Дракулы» (1943), а также фильмы, в которых Дракула действовал наравне с чудовищем Франкенштейна и человеком-волком — «Дом Франкенштейна» (1944), «Дом Дракулы» (1945) и пародийный ужастик «Эббот и Костелло встречают Франкенштейна» (1948).
Фильм, наравне с «Франкенштейном», положил начало классической серии фильмов ужасов студии Universal.
Лесли Нильсен, исполнявший главную роль в пародийной комедии Мела Брукса «Дракула мёртвый и довольный» (Dracula: Dead and Loving It, 1995), во многом пародировал именно образ, созданный Белой Лугоши; некоторые шутки из этой комедии становятся понятны только при сравнении её с фильмом 1931 года.
Сэр Кристофер Ли, сам создавший импозантный образ Дракулы в серии фильмов студии "Хаммер", в интервью программе "100 лет ужаса" (1996) отметил вклад Лугоши: "Историко-эзотерический вопрос. Кто больше всех сыграл роль Дракулы? Бела  Лугоши, Джон Керрадин или ваш покорный слуга? Ответ, как ни странно, я. Но если попросить кого-нибудь изобразить Дракулу, он не станет подражать Керрадину или мне. Нет. И спустя 40 лет после его смерти лицо и голос Бела Лугоши неразрывно связаны с его самой знаменитой ролью"
В 1998 году Филипом Глассом была написана новая музыка для фильма. Первоначально созданная для струнного квартета, она впоследствии выдержала ряд аранжировок. Так, в 2007 году белорусский композитор Виктор Копытько, большой почитатель таланта Гласса, выполнил оркестровую транскрипцию четырёх фрагментов этого саундтрека.
В 2000 году фильм, как имеющий большое художественное значение, был внесен в Национальный кинореестр США.
12 июня 2014 года не стало последней из актрис, сыгравших в фильме небольшую роль, — Карлы Леммле, которая в 2009 году отметила столетний юбилей.